# Schutzengelkirche (Schaffhausen (Saar))

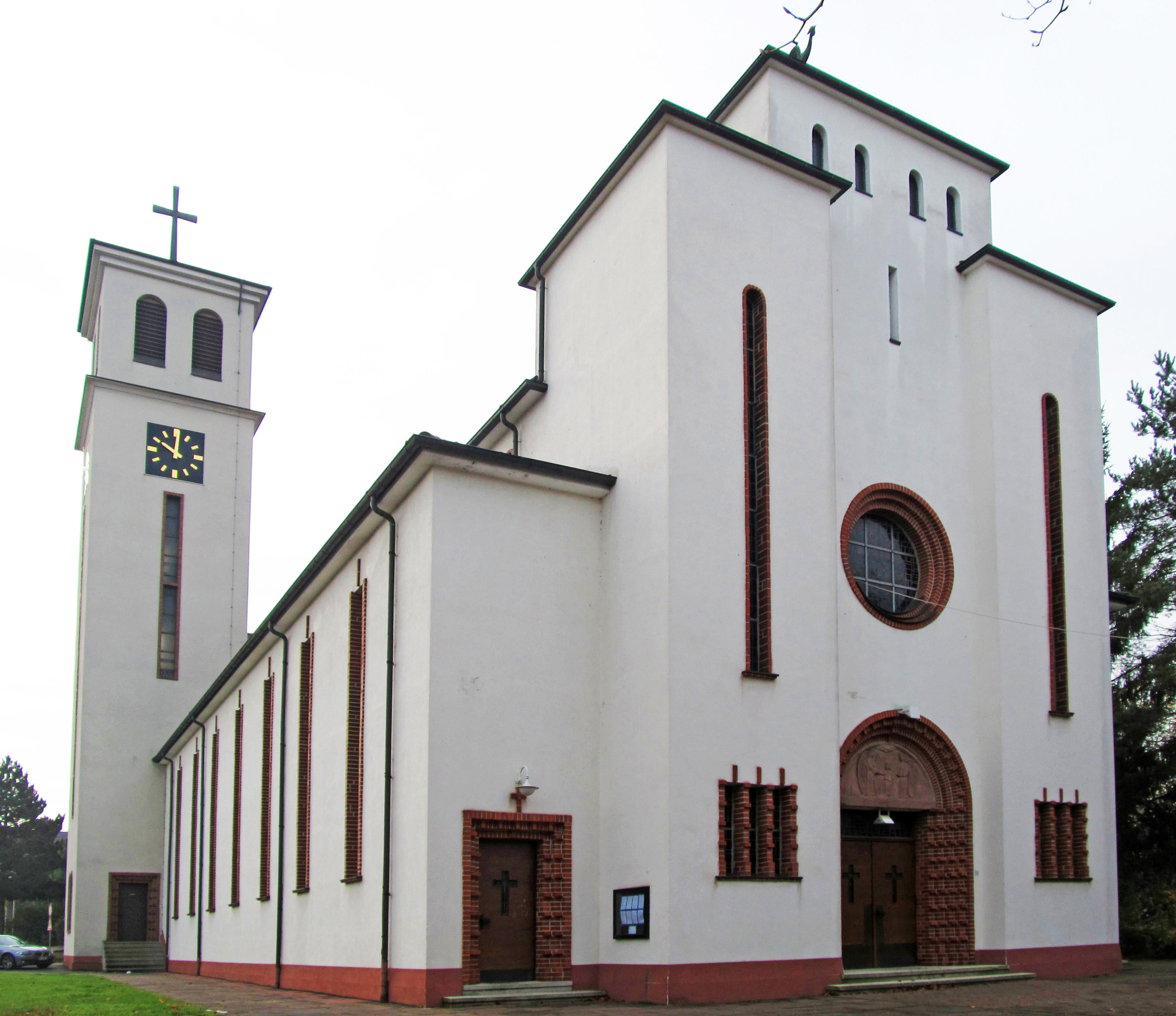
Die katholische Pfarrkirche Hl. Schutzengel in Schaffhausen

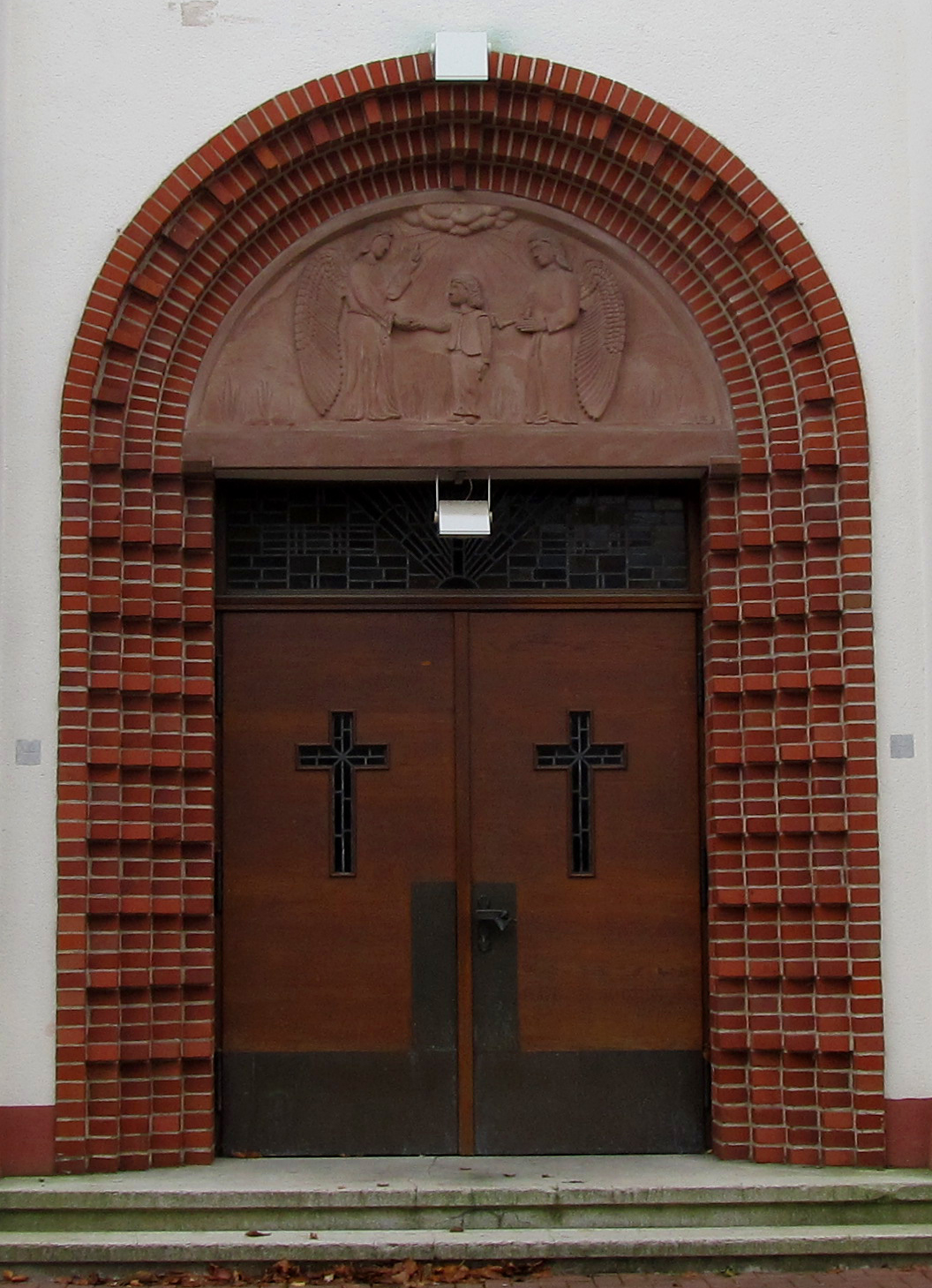
Hauptportal

Die Schutzengelkirche (Kirche zu den heiligen Schutzengeln) ist eine katholische Pfarrkirche in Schaffhausen, einem Ortsteil der Gemeinde Wadgassen, Landkreis Saarlouis. Sie trägt das Patrozinium der heiligen Schutzengel. In der Denkmalliste des Saarlandes ist die Kirche als Einzeldenkmal aufgeführt.

## Geschichte
Bis zum Bau der Kirche gehörten die Katholiken von Schaffhausen zur Pfarrei Mariä Heimsuchung Wadgassen. Im Jahr 1915 war die Pfarrei Wadgassen in vier Ortschaften für über 9000 Pfarrangehörige zuständig. Dies führte zur Selbständigmachung der beiden großen Filialen Hostenbach und Schaffhausen und zur Notwendigkeit des Baus von neuen Pfarrkirchen. Nachdem für die neue Schaffhausener Pfarrkirche ein zufriedenstellender Bauplatz gefunden und ein Plan zur Finanzierung erstellt worden war, erfolgte am 10. Juni 1933 der erste Spatenstich und am 10. September des gleichen Jahres die Grundsteinlegung. Zuvor wurden im Juni 1933 die Pläne der Architekten Weiss und Schultheis (Saarbrücken) durch das bischöfliche Generalvikariat in Trier, die Regierungskommission des Saargebietes in Saarbrücken und durch die örtliche Baubehörde genehmigt. Für die Erd-, Maurer- und Betonarbeiten zeichnete die ortsansässige Bauunternehmung M. Schneider verantwortlich. Die Fundamente wurden in Splittbeton ausgeführt, die Umfassungsmauern in Völklinger Schlackensteinen. Für die Ausmauerung der Seitenwände des Mittelschiffes fand Merziger Bimssteinen Verwendung. Die Konstruktion des Innenraums erfolgte in Stahlskelettbauweise durch die Firma B. Seibert (Saarbrücken). Dies geschah zum einen zur Minderung der Baukosten und zum anderen zur Erzielung eines freien Innenraums ohne Säulen. Am 7. Oktober 1934 konnte das Gotteshaus eingeweiht werden.
In den Jahren 1953/1954 erfolgte der Bau des Turmes nach Plänen des Architekten Felix Stenger (Saarbrücken). Von 1990 bis 1995 wurde die Kirche einer kompletten Restaurierung unterzogen.

## Architektur und Ausstattung

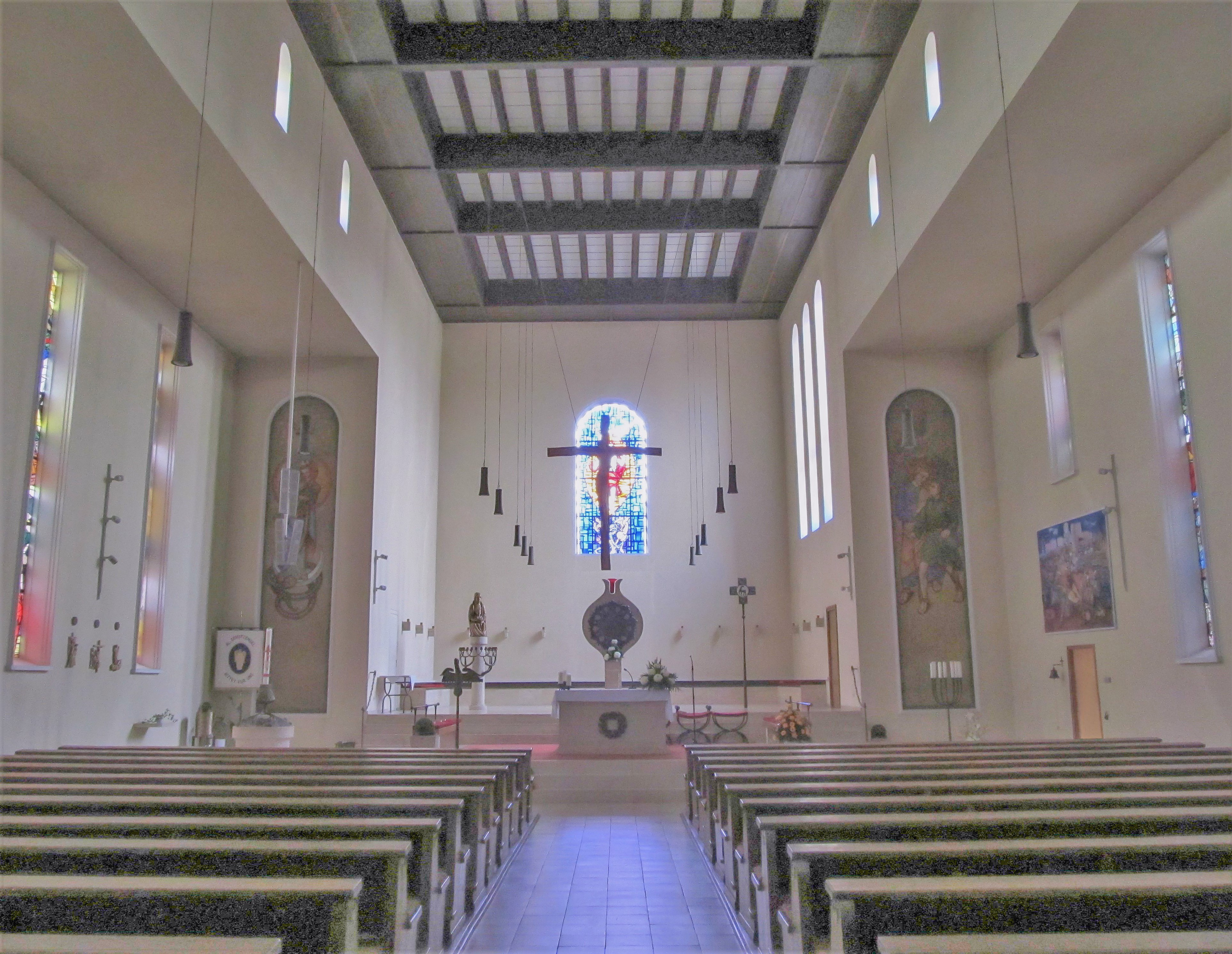
Blick ins Innere der Kirche

Die Kirche wurde als Langhaus-Basilika mit Bauhausfassade in gotisierendem Historismus errichtet. Die Verwendung von Elementen des Bauhauses führt dazu, dass sich das Kirchengebäude deutlich vom Historismus absetzt. Kirchenmaler Alfred Gottwald (Bonn) schuf das Gemälde „Erzengel Raphael gibt dem Wanderer Tobias schützendes Geleit“ über dem rechten Altar und das Gemälde der Muttergottes als Himmelskönigin über dem linken Seitenaltar, die beide bis zur Decke reichen. Das ebenfalls von Gottwald stammende Wandbild „Christus, der König“ im Altarraum wurde 1991 durch ein Christusfenster ersetzt, das einen geradezu „mystischen“ Lichteinfall erzeugt. Zwei weitere Fenster haben die Geheime Offenbarung als Inhalt. Des Weiteren sind 11 von 14 Fenster im Kirchenschiff aus der Zeit der Erbauung mit Schutzengel-Darstellungen ausgestattet, wobei auf der linken Seite Szenen aus dem Alten Testament, auf der rechten Seite Szenen aus dem Neuen Testament zu sehen sind.
Im Inneren der Kirche wurde 1968 der Altarraum durch den Maler und Bildhauer Ernst Alt (Saarbrücken) neu gestaltet. Er schuf einen Altar aus römischem Travertin, eine Tabernakel-Stele in Form einer aufspringenden Frucht, ein Lamm im Durchbruch des Kreuzes im rechten Teil des Altarraums, sowie den Ambo mit Fittichen eines zum Flug ansetzenden Adlers. 
Unter der Empore, links neben dem Hauptportal befindet sich eine Kapelle, die als Gebets- und Gedenkstätte für die im Krieg gefallenen und getöteten Menschen der Pfarrgemeinde dient. Mittelpunkt der am 1. Februar 1989 eingeweihten Kapelle ist eine Pietà, die von einem Oberammergauer Künstler geschaffen wurde.
Von Bildhauer Klaus Huselstein (Schaffhausen) stammt das 1995 aus Eifeler Sandstein gefertigte 700 kg schwere Schutzengel-Relief im Tympanon über dem Eingangsportal.

## Turm und Glocken

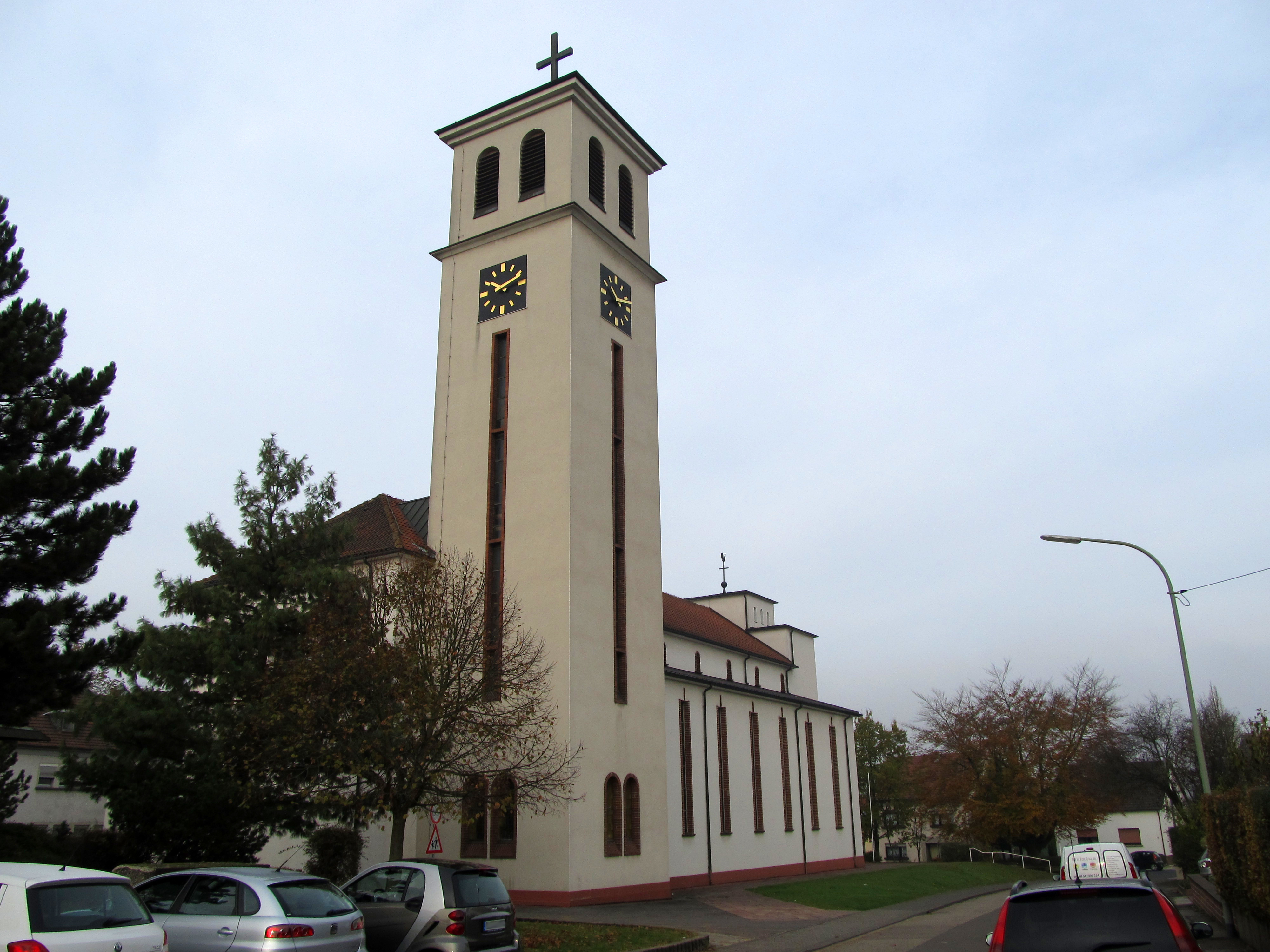
Weitere Ansicht der Kirche

Aus Geldmangel wurde die Kirche zunächst ohne Glockenturm erbaut. Der Bau des etwa 30 m hohen Turmes erfolgte schließlich 1953/1954. Die Firma Stahlbau Seibert (Saarbrücken) lieferte den nötigen Stahl und die Firma Mergener (Schwalbach) führte die Bauarbeiten aus.
Die erste Glocke der Kirche wurde 1934 angeschafft. Es handelte sich dabei um eine Bronzeglocke von 1434, die der Jungfrau Maria geweiht war, und gebraucht von der Pfarrei Büren-Itzbach (Kreis Saarlouis) erworben wurde. 1938 wurde die zweite Glocke angeschafft, die dem hl. Antonius geweiht war und aus Überherrn stammte. Die beiden Glocken fanden ihren Platz in einer Glockenstube über der Empore. Als 1954 der Glockenturm errichtet wurde, beschloss der Kirchenvorstand vier Glocken bei der Glockengießerei Mabilon (Saarburg) gießen zu lassen. Die alte Marienglocke konnte aus sicherheitstechnischen Gründen nicht mehr geläutet werden, sodass ihr Bonzematerial in die neuen Glocken mit eingegossen wurde. Die Antoniusglocke wurde der Zivilgemeinde geschenkt, die sie für die Friedhofskapelle in Dienst stellte. Am 12. Dezember 1954 wurden die neuen Glocken geweiht.
| Nr. | Name          | Ton | Gewicht (kg) | Durchmesser (cm) | Inschrift                                                         |
| 1   | Michaelglocke | d   | 1700         | 143              | „Hl. Erzengel Michael, geleite sie zum Lichte“                    |
| 2   | Barbaraglocke | f   | 950          | 118              | „Hl. Barbara steh’ uns zur Seit’ in Lebensgefahr und Todesstreit“ |
| 3   | Piusglocke    | g   | 700          | 104              | „Hl. Pius erneuere in Christus Hirt und Herde“                    |
| 4   | Marienglocke  | a   | 500          | 93               | „Jungfrau Mutter, erflehe uns Heil und Frieden“                   |

## Orgel

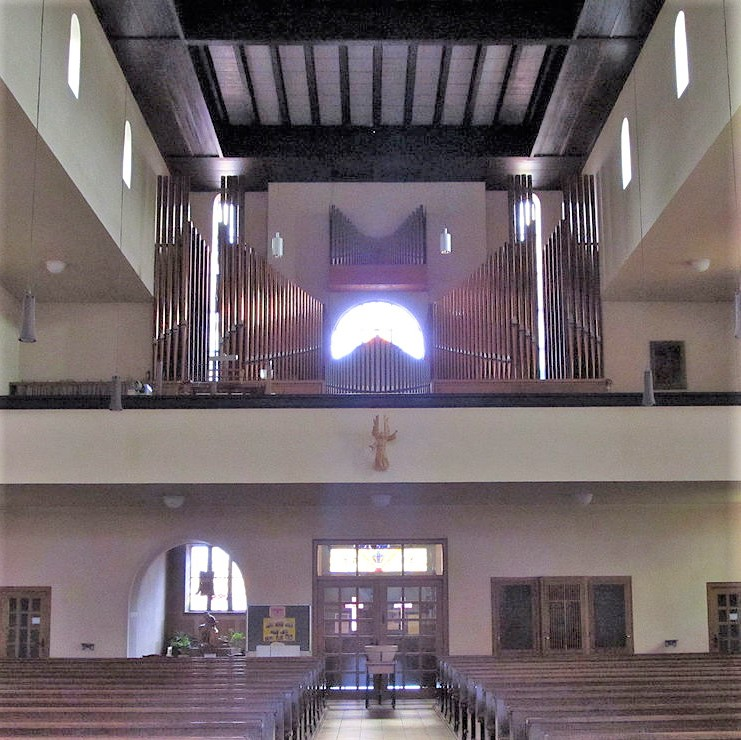
Blick zur Orgelempore

Die erste Orgel der Kirche wurde 1936 angeschafft. Es handelte sich um ein gebrauchtes Instrument aus der Pfalz, das für 900 Reichsmark erworben wurde. Am Ende beliefen sich die Gesamtkosten, einschließlich der Nebenauslagen für Transport, Renovierung und Aufbau auf fast 1300 Reichsmark. Nachdem die Orgel am 23. August 1936 zum ersten Mal in der Kirche zu hören war, tat sie noch rund 30 Jahre lang ihren Dienst. Danach befand sie sich in der Kirche des Schaffhausener Nachbarortes Friedrichweiler, wo allerdings heute eine 1995 erbaute Orgel der Firma Mühleisen aus Leonberg steht.
1963 ließ sich der Verwaltungsrat von der Orgelbauwerkstatt Hugo Mayer (Heusweiler) ein Angebot für eine neue Orgel mit 34 Registern, verteilt auf 3 Manuale und Pedal erstellen. Von Seiten des Bistums wurde die geplante Orgel als zu groß für den Kirchenraum befunden und nicht realisiert. Daraufhin wurde 1965 von der Firma Hugo Mayer ein Instrument mit 25 Registern, verteilt auf 2 Manuale und Pedal erbaut. Die Orgel entspricht ganz den „neobarocken Klangideal“ dieser Zeit (viel Oberton, wenig Grundton), wie sie in der Orgelbewegung zum Ausdruck kam. Die Orgelweihe erfolgte am 30. Mai 1965.
| I Hauptwerk C–g3 |              |       |
| 1.               | Bourdon      | 16′   |
| 2.               | Principal    | 8′    |
| 3.               | Gemshorn     | 8′    |
| 4.               | Octave       | 4′    |
| 5.               | Rohrflöte    | 4′    |
| 6.               | Quinte       | 2 ⁄3′ |
| 7.               | Waldflöte    | 2′    |
| 8.               | Mixtur IV-VI | 1 ⁄3′ |
| 9.               | Trompete     | 8′    |

| II Oberwerk C–g3 |                 |       |
| 10.              | Gedackt         | 8′    |
| 11.              | Principal       | 4′    |
| 12.              | Holzflöte       | 4′    |
| 13.              | Sesquialtera II | 2 ⁄3′ |
| 14.              | Salicet         | 2′    |
| 15.              | Quintflöte      | 1 ⁄3′ |
| 16.              | Cymbel IV       | 1′    |
| 17.              | Krummhorn       | 8′    |
|                  | Tremulant       |       |

| Pedal C–f1 |                 |       |
| 18.        | Subbaß          | 16′   |
| 19.        | Octave          | 8′    |
| 20.        | Holzgedackt     | 8′    |
| 21.        | Quintade        | 4′    |
| 22.        | Rauschpfeife II |       |
| 23.        | Flachflöte      | 2′    |
| 24.        | Mixtur II-IV    | 2 ⁄3′ |
| 25.        | Posaunenbaß     | 16′   |

- Koppeln: II/I, I/P, II/P
- Spielhilfen: drei freie Kombinationen, Tutti, Crescendowalze, Zungeneinzelabsteller